# Шеврие, Антуан
Антуа́н Шеврие́ (фр. Antoine Chevrier; 16 апреля 1826, Лион, Франция, — 2 октября 1879, там же) — блаженный римско-католической церкви, священник, основатель католического движения «Общество Прадо».

## Биография
В 1850 году Антуан Шеврие был направлен на пастырскую деятельность в рабочий район Лиона. Решив посвятить себя служению бедным, Антуан Шеврие в 1856 году купил бальный зал, носивший название «Прадо», который перестроил в католическую часовню. 25 декабря 1856 года Антуан Шеврие основал католическое движение «Общество Прадо», которое стало заниматься распространением христианской веры и катехизацией среди бедных рабочих и нуждающихся людей, проживавших в окрестностях основанной Антуаном Шеврие католической часовни.
На момент смерти Антуана Шеврие в 1879 году, когда ему было пятьдесят три года, в этом движении состояло четыре священника и несколько монахинь. В 2006 году католическое движение «Общество Прадо», которое основал Антуан Шеврие, действует в сорока странах мира. В настоящее время штаб-квартира движения находится в Лионе, в комплексе, состоящем из часовни, основанной Антуаном Шеврие и дома-музея, посвящённого блаженному.
Антуан Шеврие был похоронен в основанной им часовне.

## Прославление
4 октября 1986 года Антуан Шеврие был причислен к лику блаженных Римским папой Иоанном Павлом II.

## Галерея

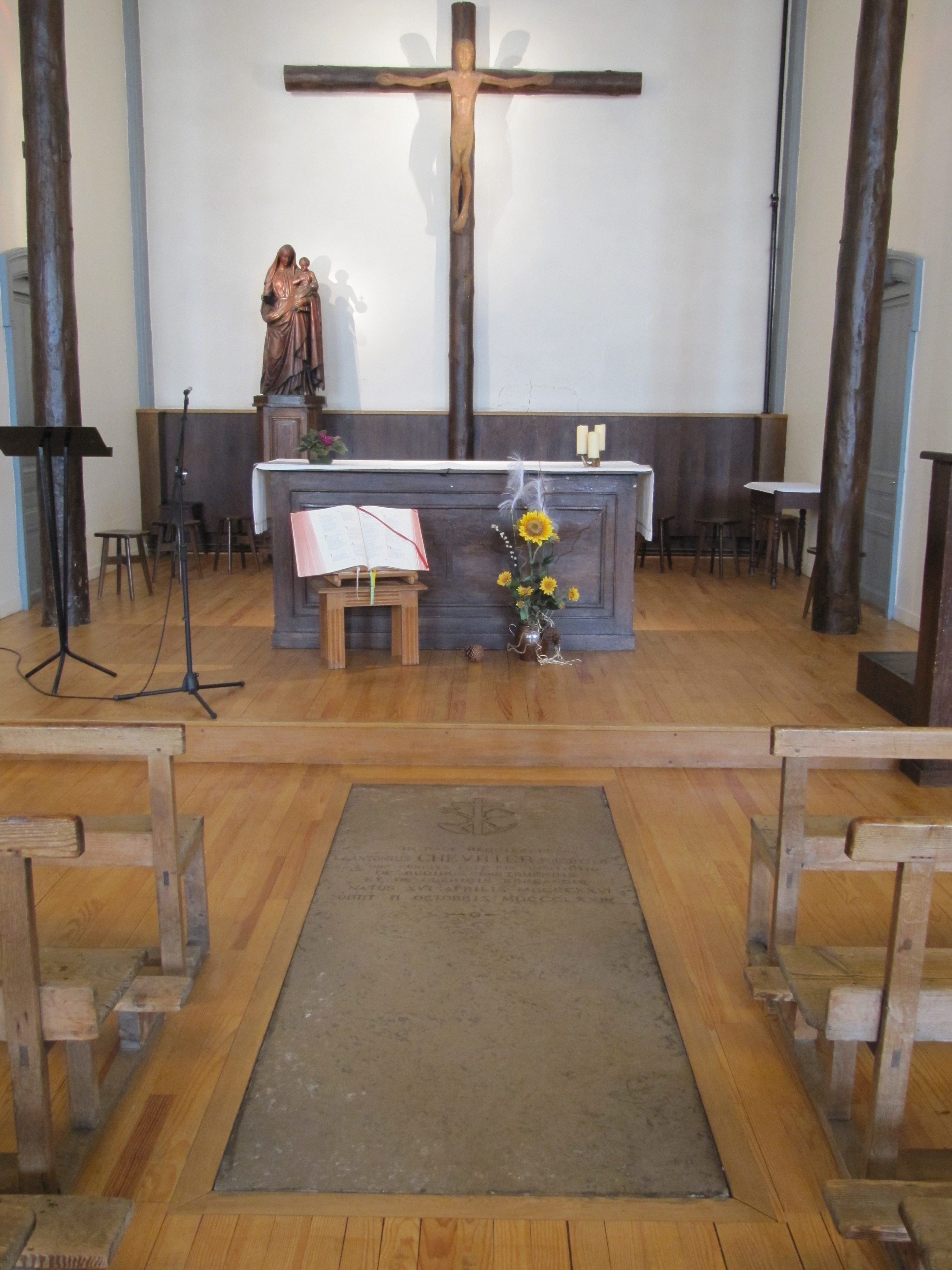
Часовня Прадо, Лион, Франция. Между скамейками находится могила блаженного Антуана Шеврие
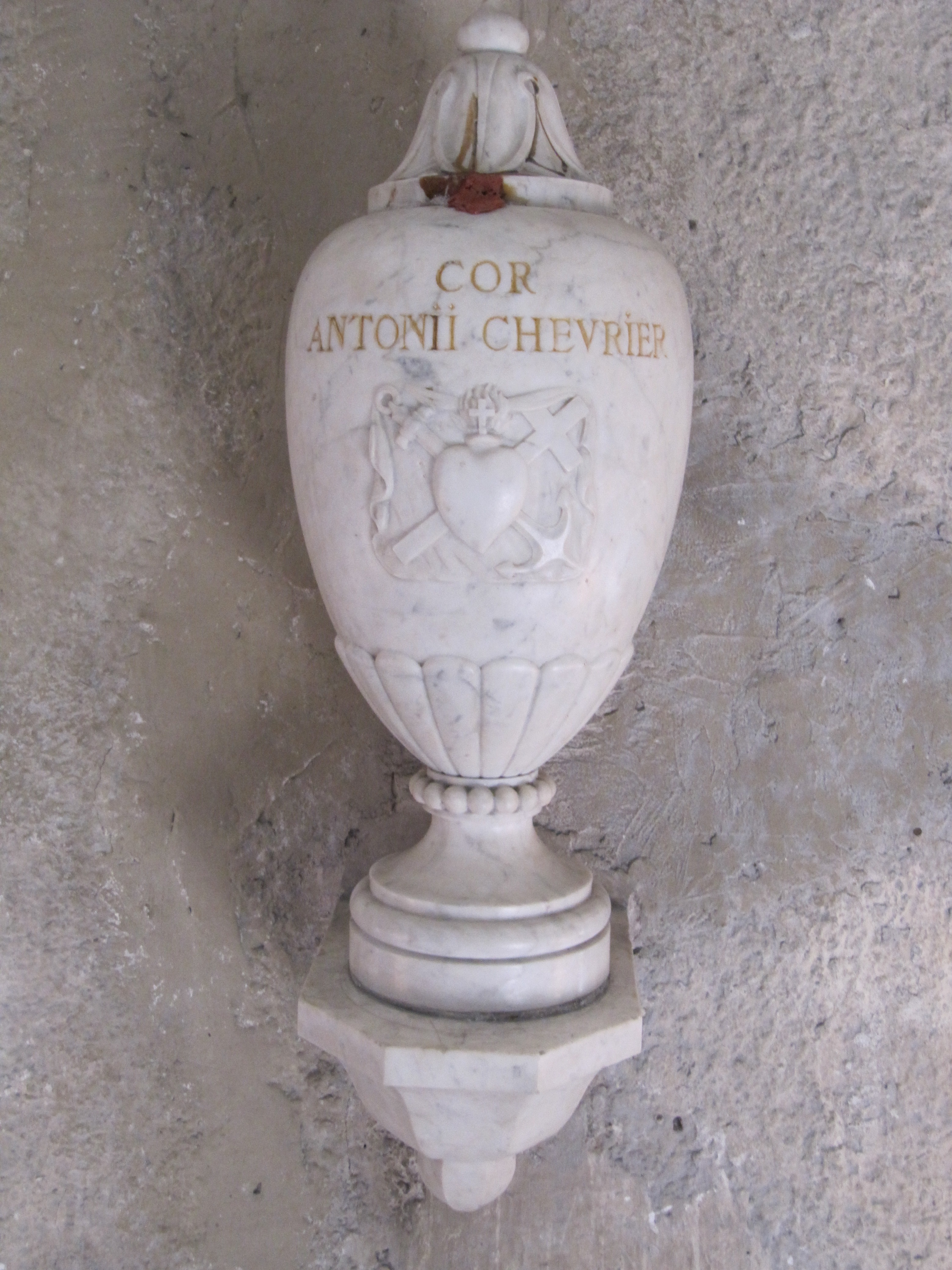
Урна с сердцем блаженного Антуана Шеврие
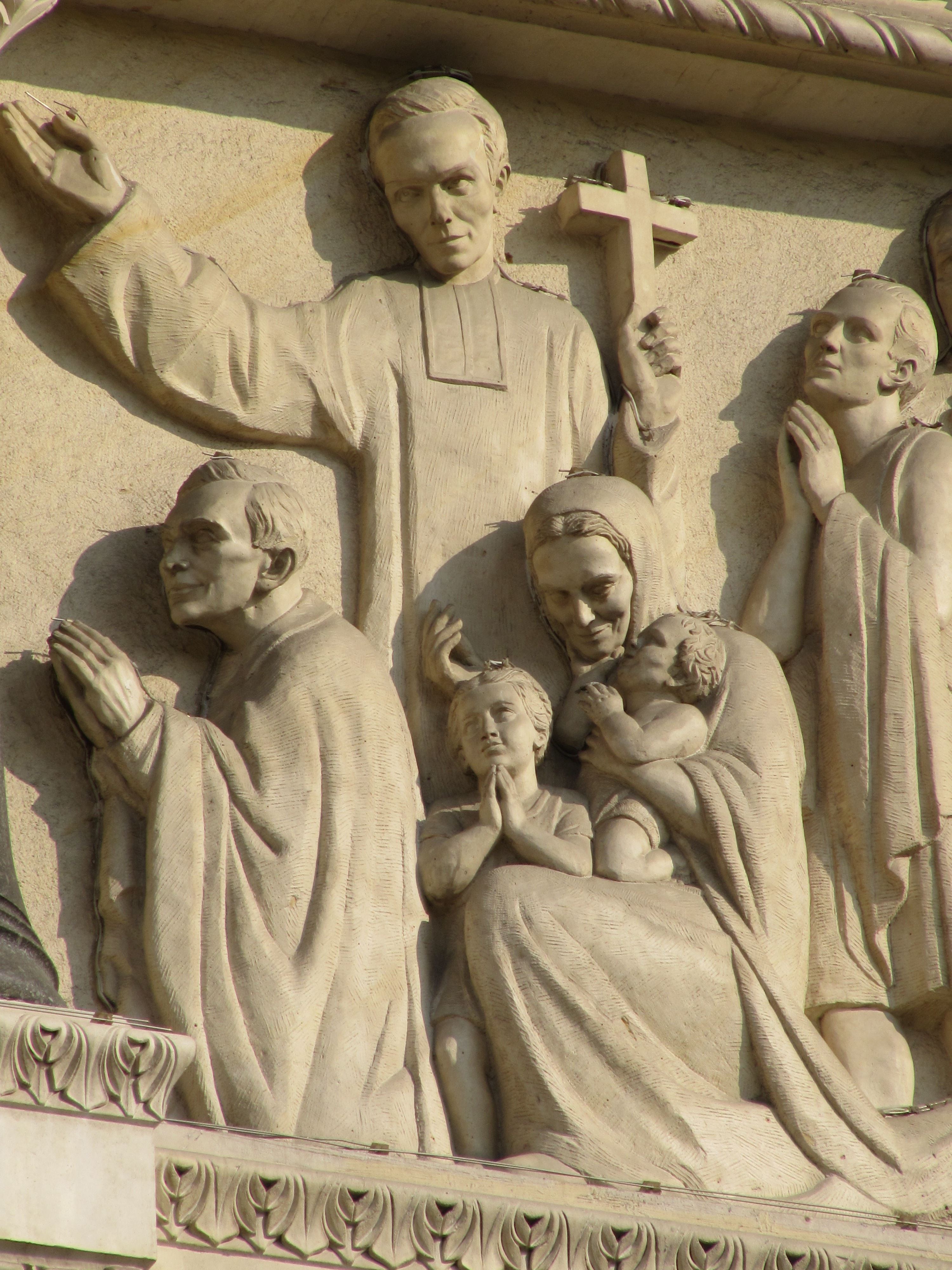
Барельеф блаженного Антуана Шеврие на фронтоне базилики Нотр-Дам-де-Фурвьер, Лион, Франция

## Источник
- La vie du Père Chevrier, par Jean-François Six, Éditions Desclée de Brouwer
- Suivre Jésus-Christ, dans la vie et les écrits du bienheureux Antoine Chevrier ", par le Père Meda, Éd. Le Cerf, 2004 (livre élaboré à partir d’une thèse de doctorat).